# Say Goodbye
"Say Goodbye" é o quarto single de Chris Brown, lançado em 21 de Julho de 2006. A canção fez parte da trilha do filme Step Up, sendo terceiro single da trilha sonora. A música tornou-se o terceiro top 10 de Chris Brown na Billboard Hot 100, chegando a posição #10, e foi o segundo single da carreira a ser topo no R&B charts. O single recebeu uma certificação Disco de Platina no Brasil, devido a mais de 100 mil downloads pagos, segundo a ABPD.

## Desempenho nas paradas musicais
| Parada musical                    | Melhor posição |
| --------------------------------- | -------------- |
| - Billboard Hot 100               | 2              |
| - Billboard Hot R&B/Hip-Hop Songs | 1              |
| - Billboard Pop 100               | 17             |
| - United World Chart              | 4              |
| Europa - European Hot 100 Singles | 1              |
| - Portugal Top 50                 | 20             |